# Wyndham Clark
Wyndham Robert Clark (* 9. Dezember 1993 in Denver, Colorado) ist ein US-amerikanischer Profigolfer, der auf der PGA Tour spielt. Im Mai 2023 gewann er sein erstes Turnier auf der PGA Tour bei der Wells Fargo Championship, und ein Monat später sein erstes Major-Turnier bei den US Open im Los Angeles Country Club in Kalifornien. Stand Juni 2025 zählt er neben dem Sieg bei den US Open noch zwei Turniersiege auf der PGA Tour.

## Turniersiege

### Major-Championship-Siege
- 2023: US Open

### PGA-Tour-Siege
- 2023: Wells Fargo Championship
- 2024: AT&T Pebble Beach National Pro-Am

## Resultate bei Major Championships
| Turnier               | 2020 | 2021 | 2022 | 2023 | 2024 | 2025 |
| --------------------- | ---- | ---- | ---- | ---- | ---- | ---- |
| The Masters           | DNP  | DNP  | DNP  | DNP  | CUT  | T46  |
| PGA Championship      | CUT  | T75  | DNP  | CUT  | CUT  | T50  |
| US Open               | DNP  | CUT  | CUT  | 1    | T56  | CUT  |
| The Open Championship | KT   | DNP  | T76  | T33  | CUT  | T4   |

DNP = nicht teilgenommen

CUT = Cut nicht geschafft

T = geteilte Platzierung

KT = kein Turnier

Grüner Hintergrund = Siege

Gelber Hintergrund = Top 10

## Teilnahme an Teamwettbewerben
- Ryder Cup (für die Vereinigten Staaten): 2023
- Presidents Cup (für die Vereinigten Staaten): 2024